# Koncert Live Earth na Antarktydzie
Koncert serii Live Earth na Antarktydzie odbył się 7 lipca 2007 roku w stacji Rothera Research Station. Na koncercie wystąpiła jedynie grupa Nunatak złożona z członków ekipy badawczej.

## Występy
- Nunatak - "How Many People" i "Would You Do It All Again"

## Odbiór

### Telewizja
W Stanach Zjednoczonych prawa do transmisji koncertu posiadała wyłącznie sieć NBC.
W Niemczech koncert na żywo transmitowały stacje: N24 i ProSieben.
W Polsce transmisja na żywo trwała niemal bez przerwy w TVP Kultura.

### Radio
Koncert był transmitowany także przez największe amerykańskie radia, w tym: XM Satellite Radio i Sirius Satellite Radio.

### Internet
Portal MSN był w całości odpowiedzialny za przekaz online koncertu.
Nagrania Nunatak zostały udostępnione na oficjalnej stronie Rothera Research Station.